# Lista över akademiska körer i Norge
Med akademisk kör avses här en kör som har sin huvudsakliga verksamhet knuten till ett universitet eller högskola, som huvudsakligen består av studenter eller akademiker eller som själv definierar sig som en akademisk kör eller studentkör.

## Bergen
- Studentersangforeningen i Bergen (manskör)
- Svæveru'[1]
- Sangria[2]
- Mannskoret Arme Riddere[3]
- Studinekoret Sirenene[4]

## Oslo
- Den norske Studentersangforening (manskör)
- Kvindelige Studenters Sangforening[5]
- Akademisk korforening[6]

## Stavanger
- Stavanger Studentsangforening[7]

## Tromsø
- Cantus Cordis
- Det Norske Mannskor av 1995[8]
- Fullt på Høyde[9]
- Tromsø akademiske kvinnekor[10]

## Trondheim
- Candiss
- Knauskoret[11]
- Pirum
- Trondhjems Kvinnelige Studentersangforening (TKS)[12]
- Trondhjems Studentersangforening (TSS)  (manskör)